# Igreja de Nossa Senhora do Santíssimo Sacramento
Nossa Senhora do Santíssimo Sacramento é uma igreja católica romana na 844 Sullivan Street  em Miami, Arizona, Estados Unidos. Foi construído em 1917 e foi adicionado ao Registro Nacional de Lugares Históricos em 2008.

## Galeria
- Nossa Senhora do Santíssimo Sacramento
- Interior de Nossa Senhora do Santíssimo Sacramento